# Tijgerbrood
Tijgerbrood is een Nederlands brood dat zijn naam dankt aan de bovenste korst die op een tijgerhuid zou lijken. Als het deegstuk bijna volrezen is, wordt er een dun laagje pap dat meestal van rijstebloem is gemaakt op aangebracht. Doordat rijstebloem geen gluten bevat, zal het niet meerekken met de deeghuid tijdens het rijzen. Hierdoor gaat het laagje tijgerpap scheuren en ontstaat de karakteristieke, krokante korst. De mate van scheuren kan worden geregeld door de dikte van de pap.
Dit papje kan op twee manieren bereid worden:
1. Door water te koken en dat met wat aangemaakte rijstebloem te binden en daar na het afkoelen wat gist, suiker en olie aan toe te voegen.
2. Door paneermeel te weken met lauwwarm water waarin wat gist is opgelost en daar nog wat suiker en olie aan toe te voegen.

Als het deeg helemaal volrezen is, kan het brood in de oven afgebakken worden.
Tijgerbrood in de Verenigde Staten ook bekend onder de naam "Dutch crunch bread" en in het Verenigd Koninkrijk als "giraffe bread".